# 979 هـ
979 هـ هي سنة في التقويم الهجري إمتدت مقابلةً في التقويم الميلادي بين سنتي 1571 و1572.

## أحداث
- إعادة إعمار عين زبيدة بناءً على أوامر كريمة السلطان سليمان السيّدة خانم سلطان.

## مواليد
- فخر الدين الطريحي
- صدر الدين الشيرازي